# 江良颯
江良 颯（えら はやて、2001年9月18日 - ）は、ジャパンラグビーリーグワンクボタスピアーズ船橋・東京ベイに所属するラグビー選手。

## プロフィール
- 兄の楓もラグビー選手[1](立命館大学出身)。
- U17日本代表に選ばれたことがある[2]
- 日本代表キャップは1。（2025年8月15日現在）

## 略歴
2歳からラグビーを始めた。
2020年、大阪桐蔭高校卒業後、帝京大学に入学。なお大阪桐蔭高校時代、高校日本代表に選ばれたことがある。
2023年、帝京大学ラグビー部の主将に就任。
2024年、アーリーエントリーでクボタスピアーズ船橋・東京ベイに加入。同年3月9日に行われたJAPAN RUGBY LEAGUE ONE第9節トヨタヴェルブリッツ戦にて途中出場でリーグワン公式戦初出場を果たして、デビュー戦でトライをあげた。
2025年7月12日に行われたリポビタンDチャレンジカップ2025ウェールズ戦にて途中出場で日本代表初キャップ獲得。